# Lijst van voetbalinterlands Paraguay - Zuid-Afrika
Deze lijst van voetbalinterlands is een overzicht van alle officiële voetbalwedstrijden tussen de nationale teams van Paraguay en Zuid-Afrika. De landen speelden tot op heden vier keer tegen elkaar. De eerste ontmoeting, een groepswedstrijd tijdens het Wereldkampioenschap voetbal 2002, werd gespeeld in Busan (Zuid-Korea) op 2 juni 2002. Het laatste duel, een vriendschappelijke wedstrijd, vond plaats op 20 november 2018 in Durban.

## Wedstrijden
| № | Plaats         | Datum            | Competitie        | Wedstrijd              | Uitslag |
| - | -------------- | ---------------- | ----------------- | ---------------------- | ------- |
| 1 | Busan          | 2 juni 2002      | WK 2002           | Paraguay – Zuid-Afrika | 2 – 2   |
| 2 | Atteridgeville | 26 maart 2008    | Vriendschappelijk | Zuid-Afrika – Paraguay | 3 – 0   |
| 3 | Asunción       | 31 maart 2010    | Vriendschappelijk | Paraguay – Zuid-Afrika | 1 – 1   |
| 4 | Durban         | 20 november 2018 | Vriendschappelijk | Zuid-Afrika – Paraguay | 1 – 1   |

## Samenvatting
| Competitie        | Totaal gespeeld | Winst Paraguay | Gelijk | Winst Zuid-Afrika | Doelsaldo Paraguay – Zuid-Afrika |
| ----------------- | --------------- | -------------- | ------ | ----------------- | -------------------------------- |
| WK-eindronde      | 1               | 0              | 1      | 0                 | 2 − 2                            |
| Vriendschappelijk | 3               | 0              | 2      | 1                 | 2 − 5                            |
| Totaal            | 4               | 0              | 3      | 1                 | 4 − 7                            |

## Details

### Eerste ontmoeting
| WK 2002 (Busan, Zuid-Korea, 2 juni 2002): |              | |
| Paraguay | 2 – 2        | Zuid-Afrika |
| Roque Santa Cruz 39' Francisco Arce 55' | doelpunten   | 63' Teboho Mokoena 90+1' (pen.) Quinton Fortune |
| Cesare Maldini | bondscoach   | Jomo Sono |
| Ricardo Tavarelli Francisco Arce Carlos Gamarra Celso Ayala Estanislao Struway 86' Guido Alvarenga 66' Roque Santa Cruz Roberto Acuña Jorge Luis Campos 72' Julio César Cáceres Denis Caniza | opstellingen | Andre Arendse Cyril Nzama Lucas Radebe Bradley Carnell Aaron Mokoena MacBeth Sibaya Quinton Fortune Teboho Mokoena 27' Pierre Issa Sibusiso Zuma 78' Benedict McCarthy |
| Diego Gavilán 66' Gustavo Morinigo 72' Juan Carlos Franco 86' | wissels      | 27' MacDonald Mukansi 78' George Koumantarakis |
| Julio César Cáceres 35' Denis Caniza 65' Ricardo Tavarelli 90' Juan Carlos Franco 90+3' | gele kaarten | 3' Aaron Mokoena 9' Pierre Issa 38' Benedict McCarthy 45+2' Sibusiso Zuma                                                                                              |

### Derde ontmoeting
| Vriendschappelijk (Asunción, Paraguay, 31 maart 2010): |              | |
| Paraguay | 1 – 1        | Zuid-Afrika |
| Marcelo Estigarribia 38' | goals        | 71' Siphiwe Tshabalala |
| Gerardo Martino | bondscoach   | Carlos Alberto Parreira |
| Víctor Centurión Pedro Benítez Julio Manzur Marcelo Estigarribia 72' Carlos Bonet 55' Aureliano Torres Jonathan Santana 75' Rodrigo Rojas 65' Néstor Ortigoza 55' Néstor Ayala 67' Rodolfo Gamarra | opstellingen | Itumeleng Khune Siyabonga Sangweni Bongani Khumalo 68' Siboniso Gaxa 75' Lucas Thwala Teko Modise Thanduyise Khuboni 46' Lance Davids 46' Thulasizwe Mbuyane 72' Siphiwe Tshabalala Katlego Mphela |
| César Benitez 55' Marcos Riveros 55' Osvaldo Hobecker 65' Guillermo Beltrán 67' Hernán Pérez 72' Jorge Moreira 75'                                                                                 | wissels      | 46' Reneilwe Letsholonyane 46' Gert Schalkwyk 68' Thabo Nthethe 72' Franklin Cale 75' Innocent Mdledle                                                                                             |
| Julio Manzur 78' | gele kaarten | |

APF · A-internationals · Selecties · Bondscoaches · Paraguayaans vrouwenelftal · Paraguay U21 · Paraguay U20 · Paraguay U19 · Paraguay U18 · Paraguay U17
1919 – 1929 · 
1930 – 1939 · 
1940 – 1949 · 
1950 – 1959 · 
1960 – 1969 · 
1970 – 1979 · 
1980 – 1989 · 
1990 – 1999 · 
2000 – 2009 · 
2010 – 2019 ·
2020 − 2029
WK 1930 · 
WK 1950 · 
WK 1958 · 
WK 1986 · 
WK 1998 · 
WK 2002 · 
WK 2006 · 
WK 2010
OS 1992 · 
OS 2004
1919 · 
1920 · 
1921 · 
1922 · 
1923 · 
1924 · 
1925 · 
1926 · 
1927 · 
1928 · 
1929 · 
1930 · 
1931 · 
1932–1936 · 
1937 · 
1938 · 
1939 · 
1940 · 
1941 · 
1942 · 
1943 · 
1944 · 
1945 · 
1946 · 
1947 · 
1948 · 
1949 · 
1950 · 
1951–1952 · 
1953 · 
1954 · 
1955 · 
1956 · 
1957 · 
1958 · 
1959 · 
1960 · 
1961 · 
1962 · 
1963 · 
1964 · 
1965 · 
1966 · 
1967 · 
1968 · 
1969 · 
1970 · 
1971 · 
1972 · 
1973 · 
1974 · 
1975 · 
1976 · 
1977 · 
1978 · 
1979 · 
1980 · 
1981 · 
1982 · 
1983 · 
1984 · 
1985 · 
1986 · 
1987 · 
1988 · 
1989 · 
1990 · 
1991 · 
1992 · 
1993 · 
1994 · 
1995 · 
1996 · 
1997 · 
1998 · 
1999 · 
2000 · 
2001 · 
2002 · 
2003 · 
2004 · 
2005 · 
2006 · 
2007 · 
2008 · 
2009 · 
2010 · 
2011 · 
2012 · 
2013 · 
2014 · 
2015 · 
2016 ·
2017 ·
2018 ·
2019 ·
2020 ·
2021 ·
2022
Argentinië ·
Armenië ·
Australië ·
Bahrein ·
België ·
Bolivia ·
Bosnië en Herzegovina · 
Brazilië ·
Bulgarije ·
Canada ·
Chili ·
China ·
Colombia ·
Costa Rica ·
Denemarken ·
Duitsland ·
Ecuador ·
El Salvador ·
Engeland ·
Frankrijk ·
Georgië ·
Griekenland ·
Guadeloupe ·
Guatemala ·
Honduras ·
Hongarije ·
Hongkong ·
Ierland ·
Indonesië ·
Irak ·
Iran ·
Italië ·
Ivoorkust ·
Jamaica ·
Japan ·
Joegoslavië ·
Jordanië ·
Kameroen ·
Marokko ·
Mexico ·
Nederland ·
Nicaragua ·
Nieuw-Zeeland ·
Nigeria ·
Noord-Korea ·
Noord-Macedonië ·
Noorwegen ·
Oman ·
Oostenrijk ·
Panama ·
Peru ·
Polen ·
Portugal ·
Qatar ·
Roemenië ·
Saoedi-Arabië ·
Schotland ·
Servië ·
Slovenië ·
Slowakije ·
Spanje ·
Togo ·
Trinidad en Tobago ·
Tsjechië ·
Turkije ·
Uruguay ·
Venezuela ·
Verenigde Arabische Emiraten ·
Verenigde Staten ·
Wales ·
Zuid-Afrika ·
Zuid-Korea ·
Zweden
Engeland (2006) · 
Italië (2010) · 
Slovenië (2002) · 
Spanje (2002) · 
Trinidad en Tobago (2006) · 
Zuid-Afrika (2002) · 
Zweden (2006)
SAFA · A-internationals · Bondscoaches · Selecties · Statistieken · Zuid-Afrikaans vrouwenelftal · Olympisch elftal · Zuid-Afrika U21 · Zuid-Afrika U19 · Zuid-Afrika U17
1906 – 1919 ·
1920 – 1929 ·
1930 – 1939 ·
1940 – 1949 · 
1950 – 1959 · 
1960 – 1969 · 
1970 – 1979 · 
1980 – 1989 · 
1990 – 1999 · 
2000 – 2009 · 
2010 – 2019 ·
2020 − 2029
AC 1996 · 
AC 1998 · 
AC 2000 · 
AC 2002 · 
AC 2004 · 
AC 2006 · 
AC 2008 · 
AC 2013
WK 1998 · 
WK 2002 · 
WK 2010
OS 2000 ·
OS 2016 ·
OS 2020
1947 · 
1948–1949 · 
1950 · 
1951-1952 ·
1953 · 
1954 · 
1955 · 
1956–1991 · 
1992 · 
1993 · 
1994 · 
1995 · 
1996 · 
1997 · 
1998 · 
1999 · 
2000 · 
2001 · 
2002 · 
2003 · 
2004 · 
2005 · 
2006 · 
2007 · 
2008 · 
2009 · 
2010 · 
2011 · 
2012 · 
2013 · 
2014 · 
2015 · 
2016 ·
2017 ·
2018 ·
2019 ·
2020 ·
2021 ·
2022 ·
2023 ·
2024
Algerije ·
Andorra ·
Angola ·
Argentinië ·
Australië ·
Benin ·
Bolivia ·
Botswana ·
Brazilië ·
Bulgarije ·
Burkina Faso ·
Burundi ·
Canada ·
Centraal-Afrikaanse Republiek ·
Chili ·
Colombia ·
Comoren ·
Congo-Brazzaville ·
Congo-Kinshasa ·
Costa Rica ·
Denemarken ·
Duitsland ·
Ecuador ·
Egypte ·
Engeland ·
Equatoriaal-Guinea ·
Ethiopië ·
Frankrijk ·
Gabon ·
Gambia ·
Georgië ·
Ghana ·
Guatemala ·
Guinee ·
Guinee-Bissau ·
Honduras ·
Ierland ·
IJsland ·
Irak ·
Israël ·
Italië ·
Ivoorkust ·
Jamaica ·
Japan ·
Kaapverdië ·
Kameroen ·
Kenia ·
Lesotho ·
Liberia ·
Libië ·
Madagaskar ·
Malawi ·
Mali ·
Malta ·
Marokko ·
Mauritanië ·
Mauritius ·
Mexico ·
Mozambique ·
Namibië ·
Nederland ·
Nieuw-Zeeland ·
Niger ·
Nigeria ·
Noord-Korea ·
Noorwegen ·
Oeganda ·
Panama ·
Paraguay ·
Polen ·
Portugal ·
Rwanda ·
Saoedi-Arabië ·
Sao Tomé en Principe ·
Schotland ·
Senegal ·
Servië ·
Seychellen ·
Sierra Leone ·
Slovenië ·
Soedan ·
Spanje ·
Swaziland ·
Tanzania ·
Thailand ·
Trinidad en Tobago ·
Tsjaad ·
Tsjechië ·
Tunesië ·
Turkije ·
Uruguay ·
Verenigde Arabische Emiraten ·
Verenigde Staten ·
Zambia ·
Zimbabwe ·
Zuid-Soedan ·
Zweden
Frankrijk (2010) ·
Mexico (2010) ·
Paraguay (2002) · 
Slovenië (2002) · 
Spanje (2002) · 
Uruguay (2010)